# 波号第百一潜水艦
波号第百一潜水艦（はごうだいひゃくいちせんすいかん）は、日本海軍の潜水艦。波百一型潜水艦の1番艦。太平洋戦争を生き延び、戦後海没処分された。

## 艦歴
マル戦計画の輸送潜水艦小型、第4601号艦型の1番艦、仮称艦名第4601号艦として計画。1944年6月8日、川崎重工業泉州工場で仮称艦名第4602号艦と同時に起工。20日、波号第百一潜水艦と命名されて波百一型潜水艦の1番艦に定められ、本籍を呉鎮守府と仮定。8月22日、波号第102潜水艦と同時に進水。進水後の艤装は川崎重工業本社艦船工場で行う。9月1日、艤装員事務所を神戸市川崎造船所内に設置し事務を開始。
11月22竣工し、艤装員事務所を撤去。本籍を呉鎮守府に定められる。23日、第六艦隊第十一潜水戦隊に編入され、同日呉へ向け神戸発。24日呉着。28日まで呉で整備を行い、伊予灘で訓練と訓令実験に従事。
12月8日、能力試験に供するため大竹に帰投。9日、呉へ回航し整備を行う。13日から25日まで、海軍潜水学校による各種能力試験に従事。17日から18日までは無線兵装試験を行う。18日から20日までは日本海で行動。21日大竹に帰投。呉へ回航後整備を行い、29日から再び伊予灘で訓練に従事。
1945年1月7日、別府湾に帰投。9日から23日まで伊予灘で訓練に従事。23日呉に帰投し整備を行う。27日、第六艦隊第七潜水戦隊に編入され、横須賀へ回航。軍隊区分先遣部隊第七潜水部隊に配置され、偵察と哨戒に従事。
3月20日、第七潜水戦隊が解隊され、第六艦隊隷下に新編された第十六潜水隊に編入。4月2日、第十六潜水隊司令潜水艦に指定される。
5月5日、蓄電池が内部短絡により破損したため、横須賀海軍工廠で修理を行う。12日から14日まで、相模灘で潜航訓練を行う。12日、第十六潜水隊司令部から陸軍潜航輸送艇の深々度潜航訓練に関する通報を受ける。13日と14日は横須賀海軍航空隊の水上偵察機と連合訓練を行う。16日から17日まで、横須賀で米袋の揚塔訓練を行う。整備後の30日、相模灘で確認運転を行う。
6月、本艦をガソリン輸送潜水艦とすることが決定される。
終戦時は横須賀に所在。9月15日除籍。本艦は1945年10月に清水沖でアメリカ海軍により海没処分されたとするのが定説だが、同年12月8日に横須賀でアメリカ軍により撮影された写真が複数存在するため、最期の状況は不明瞭である。

## 潜水艦長
艤装員長
1. 國弘信治 大尉：1944年8月31日 - 1944年11月22日

潜水艦長
1. 國弘信治 大尉：1944年11月22日 - 1945年3月20日
2. 倉科康介 大尉：1945年3月20日 - 1945年7月25日
3. 神保正春 大尉：1945年7月25日 - 1945年9月15日[注釈 3]